# Mariya Kámeneva
Mariya Andréyevna Kámeneva –en ruso, Мария Андреевна Каменева– (Oremburgo, 27 de mayo de 1999) es una deportista rusa que compite en natación, especialista en el estilo espalda.
Ganó cinco medallas en el Campeonato Mundial de Natación en Piscina Corta entre los años 2016 y 2021, cuatro medallas en el Campeonato Europeo de Natación, en los años 2018 y 2021, y trece medallas en el Campeonato Europeo de Natación en Piscina Corta entre los años 2017 y 2021.
Participó en los Juegos Olímpicos de Tokio 2020, ocupando el séptimo lugar en las pruebas de 4 × 100 m estilos y 4 × 100 m estilos mixto.

## Palmarés internacional
| Campeonato Mundial en Piscina Corta | Campeonato Mundial en Piscina Corta | Campeonato Mundial en Piscina Corta | Campeonato Mundial en Piscina Corta |
| Año                                 | Lugar                               | Medalla                             | Prueba                              |
| ----------------------------------- | ----------------------------------- | ----------------------------------- | ----------------------------------- |
| 2016                                | Windsor (Canadá)                    | Medalla de oro                      | 4 × 50 m libre mixto                |
| 2018                                | Hangzhou (China)                    | Medalla de bronce                   | 4 × 50 m libre mixto                |
| 2018                                | Hangzhou (China)                    | Medalla de bronce                   | 4 × 50 m estilos mixto              |
| 2021                                | Abu Dabi (EAU)                      | Medalla de bronce                   | 100 m estilos                       |
| 2021                                | Abu Dabi (EAU)                      | Medalla de bronce                   | 4 × 50 m libre mixto                |
| Campeonato Europeo                  |                                     |                                     |                                     |
| Año                                 | Lugar                               | Medalla                             | Prueba                              |
| 2018                                | Glasgow (Reino Unido)               | Medalla de oro                      | 4 × 100 m estilos                   |
| 2018                                | Glasgow (Reino Unido)               | Medalla de bronce                   | 4 × 100 m libre mixto               |
| 2021                                | Budapest (Hungría)                  | Medalla de plata                    | 4 × 100 m estilos                   |
| 2021                                | Budapest (Hungría)                  | Medalla de bronce                   | 100 m espalda                       |
| Campeonato Europeo en Piscina Corta |                                     |                                     |                                     |
| Año                                 | Lugar                               | Medalla                             | Prueba                              |
| 2017                                | Copenhague (Dinamarca)              | Medalla de plata                    | 4 × 50 m libre mixto                |
| 2017                                | Copenhague (Dinamarca)              | Medalla de bronce                   | 100 m espalda                       |
| 2019                                | Glasgow (Reino Unido)               | Medalla de oro                      | 50 m libre                          |
| 2019                                | Glasgow (Reino Unido)               | Medalla de oro                      | 4 × 50 m libre mixto                |
| 2019                                | Glasgow (Reino Unido)               | Medalla de oro                      | 4 × 50 m libre mixto                |
| 2019                                | Glasgow (Reino Unido)               | Medalla de plata                    | 100 m espalda                       |
| 2019                                | Glasgow (Reino Unido)               | Medalla de plata                    | 100 m estilos                       |
| 2019                                | Glasgow (Reino Unido)               | Medalla de bronce                   | 4 × 50 m estilos                    |
| 2021                                | Kazán (Rusia)                       | Medalla de oro                      | 4 × 50 m libre                      |
| 2021                                | Kazán (Rusia)                       | Medalla de oro                      | 4 × 50 m estilos                    |
| 2021                                | Kazán (Rusia)                       | Medalla de plata                    | 100 m estilos                       |
| 2021                                | Kazán (Rusia)                       | Medalla de bronce                   | 50 m libre                          |
| 2021                                | Kazán (Rusia)                       | Medalla de bronce                   | 4 × 50 m estilos mixto              |